# 廣瀬友輝
広世 僚希（ひろせ ともき、1997年2月9日 - ）は、シンガーソングライターで主にゲームミュージックやバンドを手がける作曲家。大阪府出身。男性。ニックネームは、「廣瀨友輝」。

## 略歴
2015年自身の所属バンド「Sireina As Maryl」でcomposerを務め、1st.Demo［Swallow］をリリース。
その後、Unvision Aziam ELEGIAなどの様々なバンドでサポートメンバー/composerとして経験を経て、アレンジャーやギタリストとして活躍。
2019年より現在に至るまで、フリーランスでSteam向けゲームやシンガーソングライター/商業施設などの楽曲制作に携る。
HAL大阪に在学。
学内外問わず、構成力賞や金賞を受賞。
現在も作曲のみならずギターやアレンジなど、ジャンルにとらわれない形で様々な作品に参加している。

## 主な作品
2016年10月　Sireina Aa Maryl / 1st.DEMO [ Swallow ]
2018年11月　PerLe / 1st Single [ Moon Drip ]
2021年12月　[ Echo - feat.GENOME ]
2022年12月　[ Mirage ]
受賞歴
2016年9月　島村楽器主催HOTLINE　新人賞  [ Swallow ]
2022年9月　第一回伊勢志摩国際大衆音楽作曲コンクール　特別賞 [ Snowlight ]
2022年12月　ゲームクリエイター甲子園2022   ユーザー大賞１位 [ Break Beats ]
　　　　　　　ゲームクリエイター甲子園2022　総合サウンド部門賞 [ Break Beats ]
　　　　　　　ゲームクリエイター甲子園2022　月間サウンド部門賞 [Snowlight/Break Beats]
　　　　　　　ゲームクリエイター甲子園2022　ランキング賞１位 [ Break Beats ]